# Sân bay quốc tế Domodedovo
Sân bay Quốc tế Domodedovo (tiếng Nga: Домодедово) (IATA: DME, ICAO: UUDD) là một sân bay nằm ở Domodedovo, phía Nam của trung tâm Moskva. Moskva có nhiều sân bay, trong đó nổi bật nhất là sân bay quốc tế Sheremetyevo và Domodedovo. Năm 2006, Domodedovo là sân bay chính của Nga, vượt sân bay Sheremetyevo về lượng khách quốc nội và quốc tế với lượng khách 15,3 triệu năm 2006.

## Lịch sử

### Sự cố và tai nạn, khủng bố
- Hai vụ ném bom vào các máy bay cất cánh từ sân bay Domodedovo, 23 giờ 24 tháng 8 năm 2004 trên chuyến bay Volga-AviaExpress 1303 (Tupolev Tu-134) và Siberia Airlines Flight 1047 (Tupolev Tu-154) đã làm 89 người chết.
- 31/3/2009, sân bay đóng cửa 4 tuần vì dịch bệnh.[2]
- 24/1/2011, một vụ đánh bom tự sát đã xảy ra tại Sân bay Quốc tế Domodedovo làm thiệt mạng 35 người. Đây có thể xem là vụ khủng bố đẫm máu nhất tại sân bay

## Hãng hàng không và tuyến bay

### Hành khách

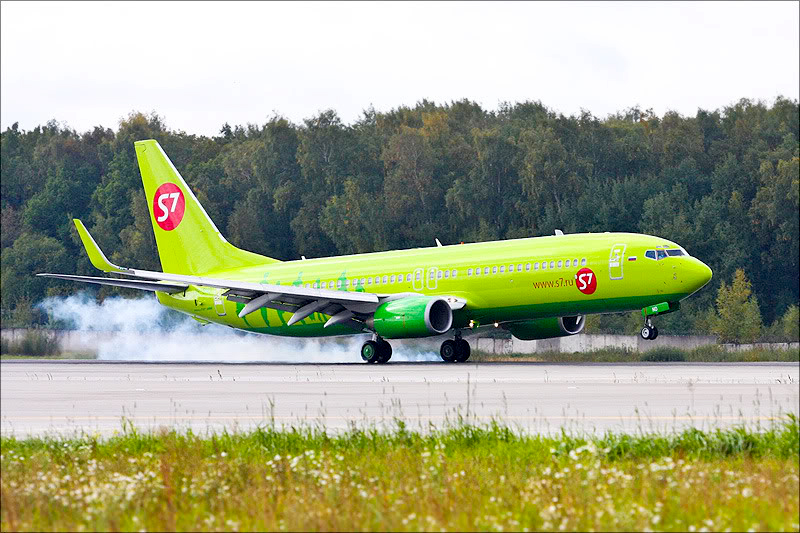
S7 Airlines Boeing 737–800 đang hạ cánh tại sân bay quốc tế Domodedovo

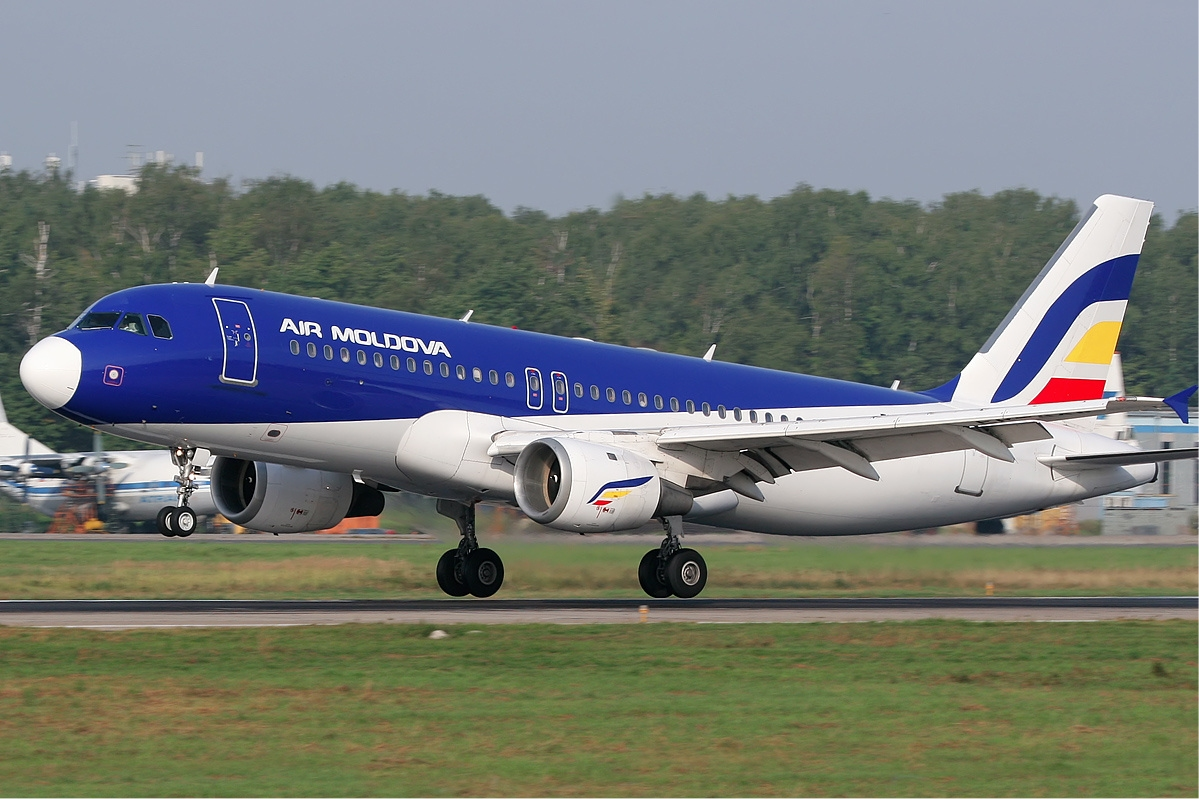
Air Moldova Airbus A320 takeoff from Domodedovo International Airport

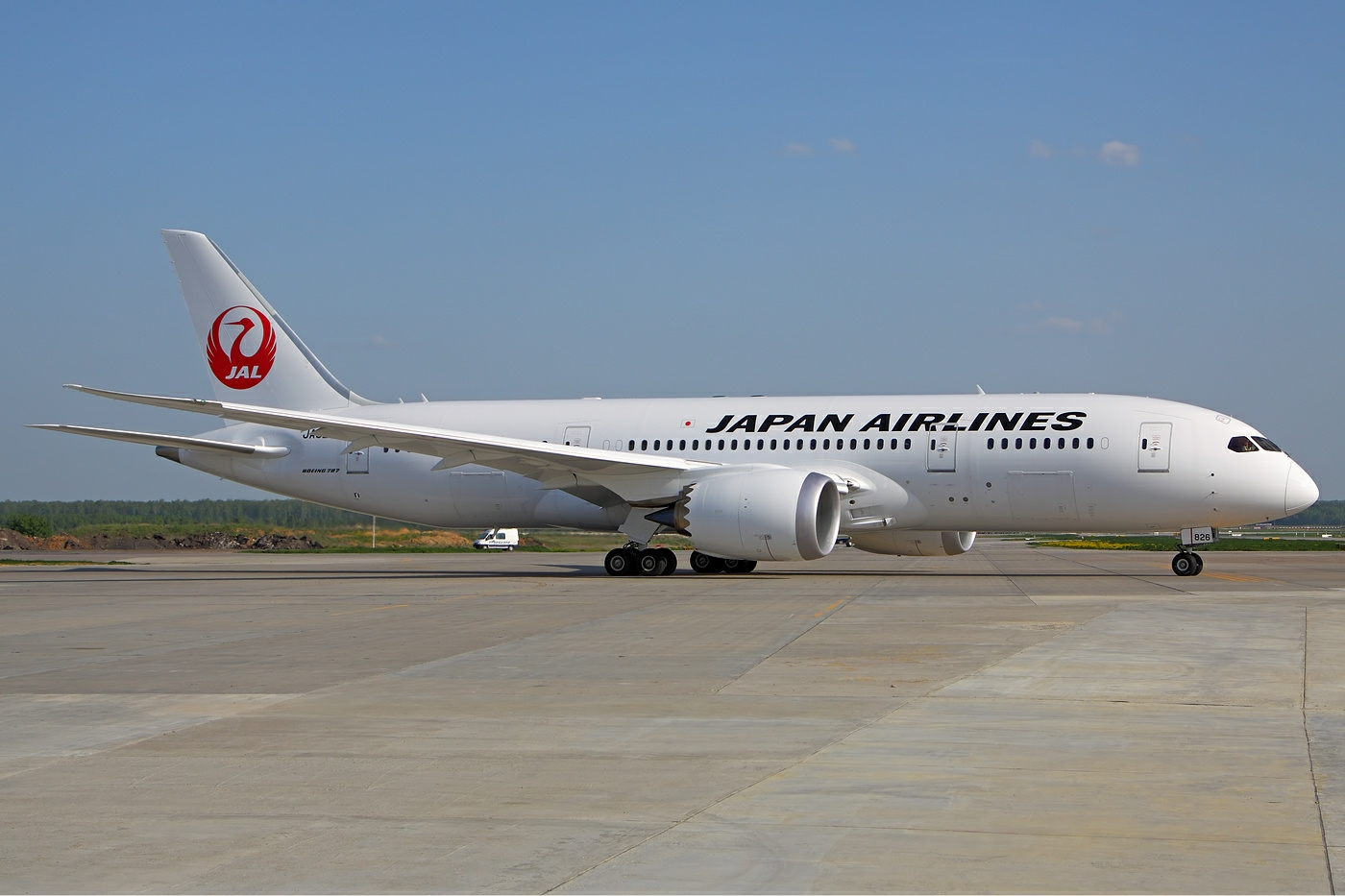
Japan Airlines Boeing 787 Dreamliner đang đi trên đường lăn sân bay quốc tế Domodedovo

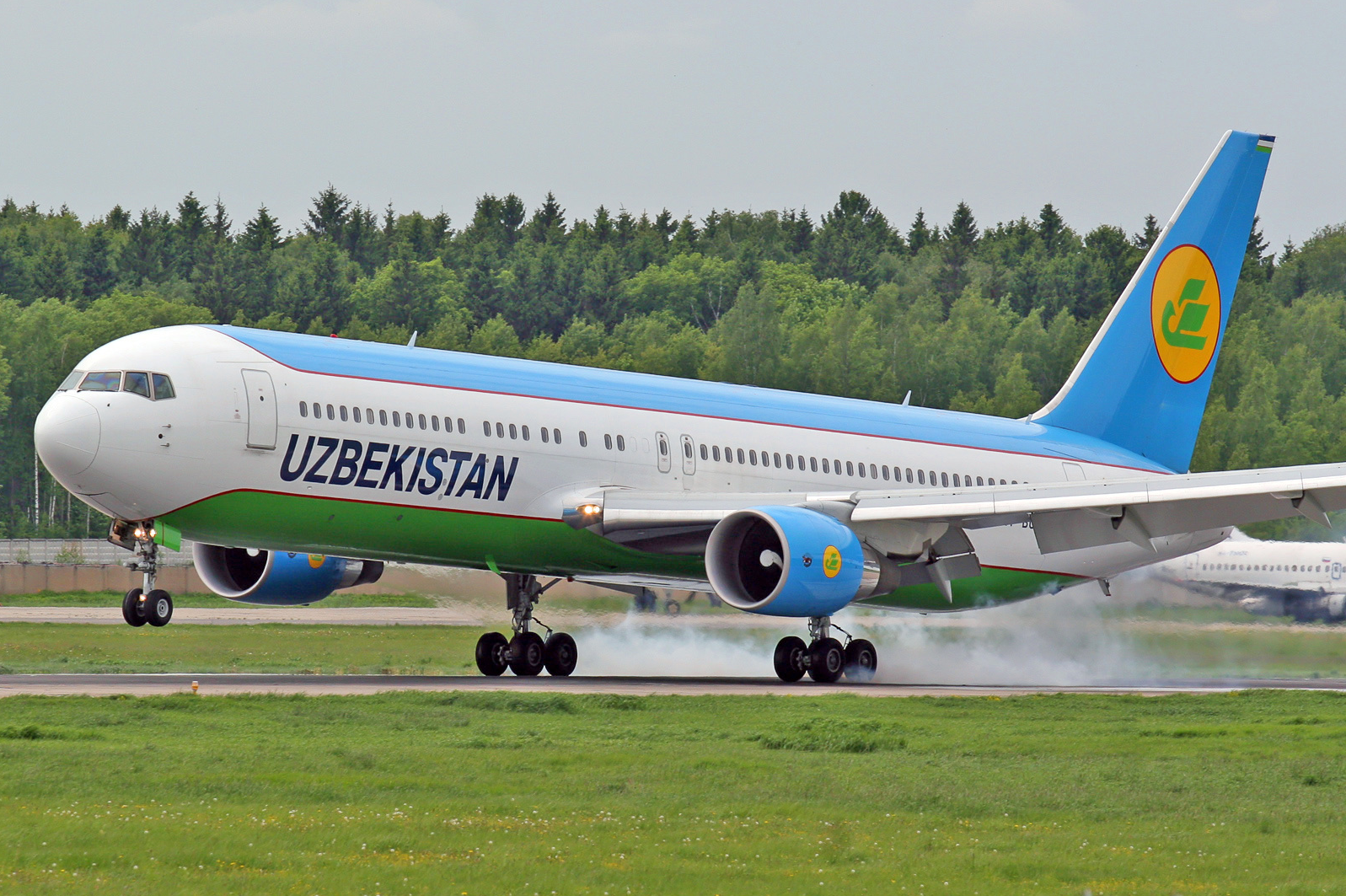
Uzbekistan Airways Boeing 767–300 đang hạ cánh tại sân bay quốc tế Domodedovo

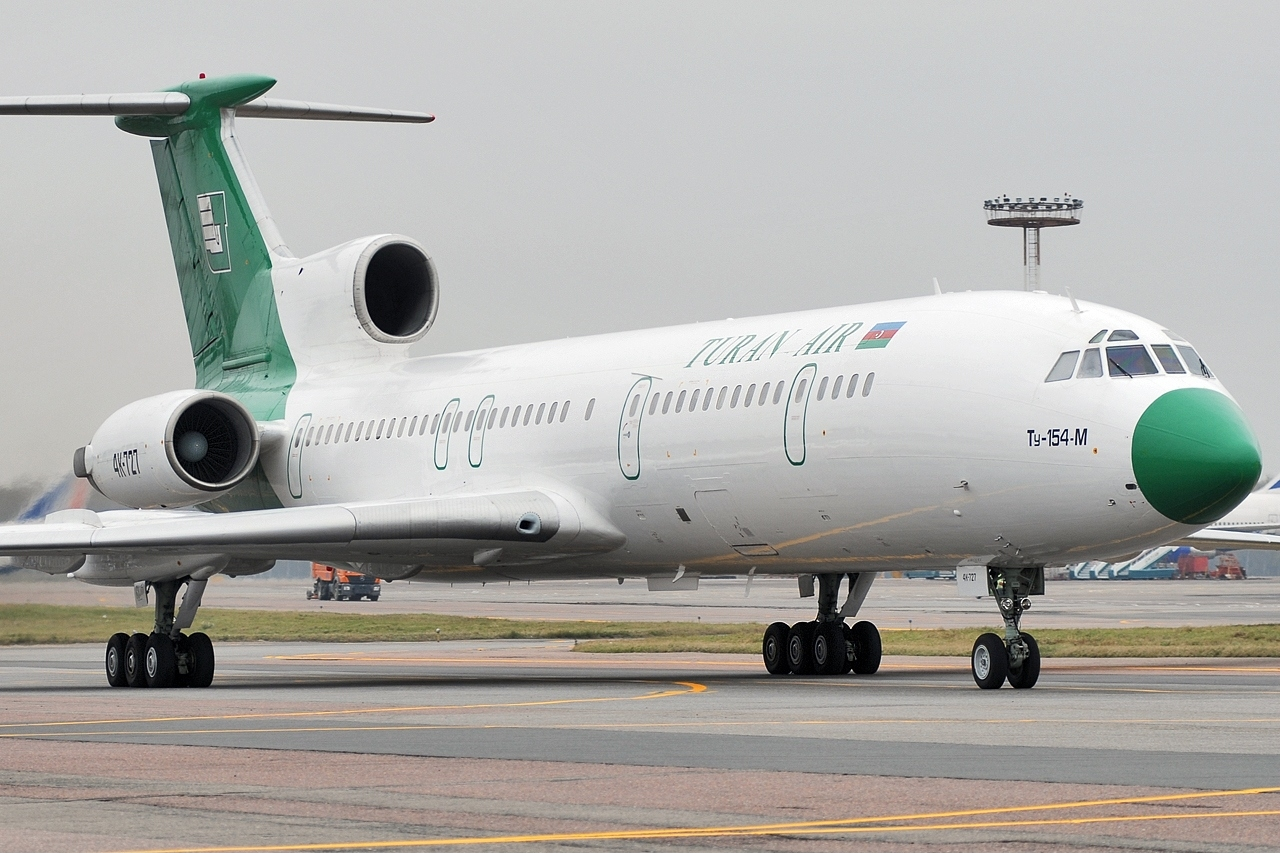
Turan Air Tupolev Tu-154M at Domodedovo International Airport

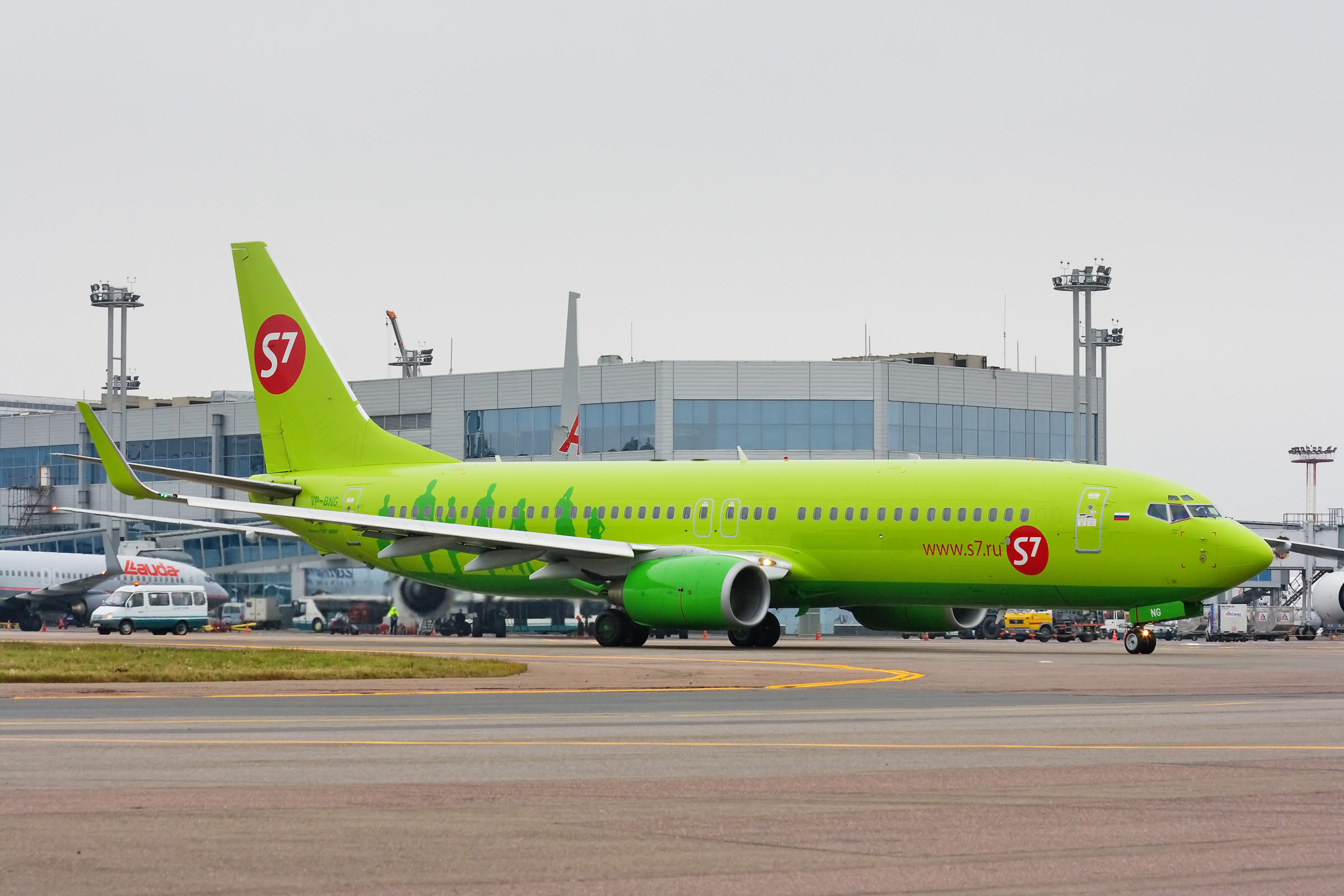
S7 Airlines Boeing 737–800 đang đi trên đường lăn sân bay quốc tế Domodedovo

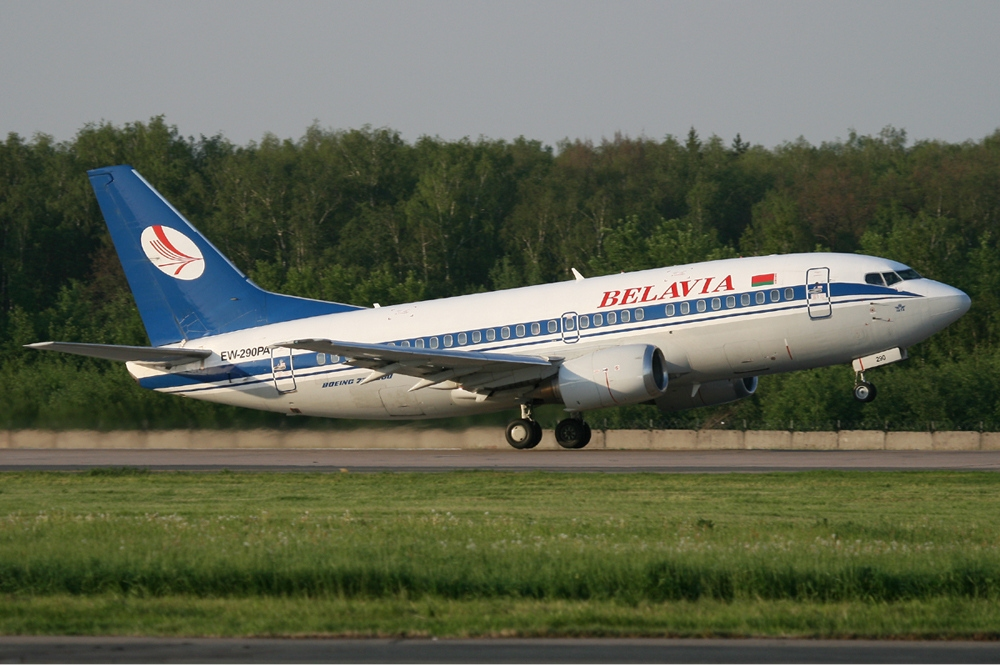
Belavia Boeing 737–500 đang hạ cánh tại sân bay quốc tế Domodedovo

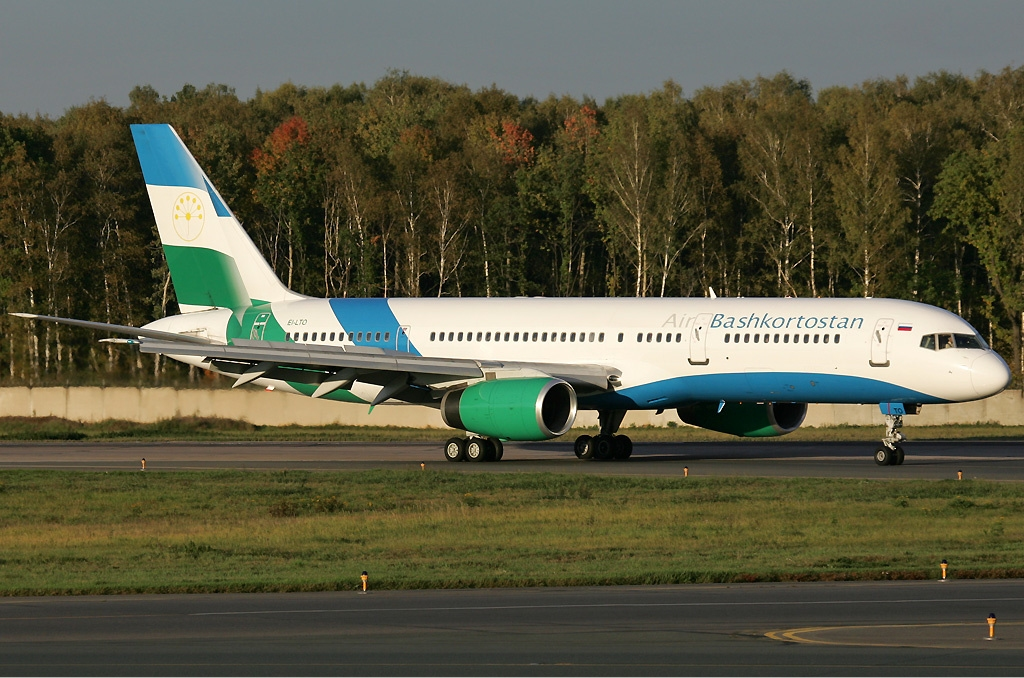
Air Bashkortostan Boeing 757–200 đang đi trên đường lăn sân bay quốc tế Domodedovo

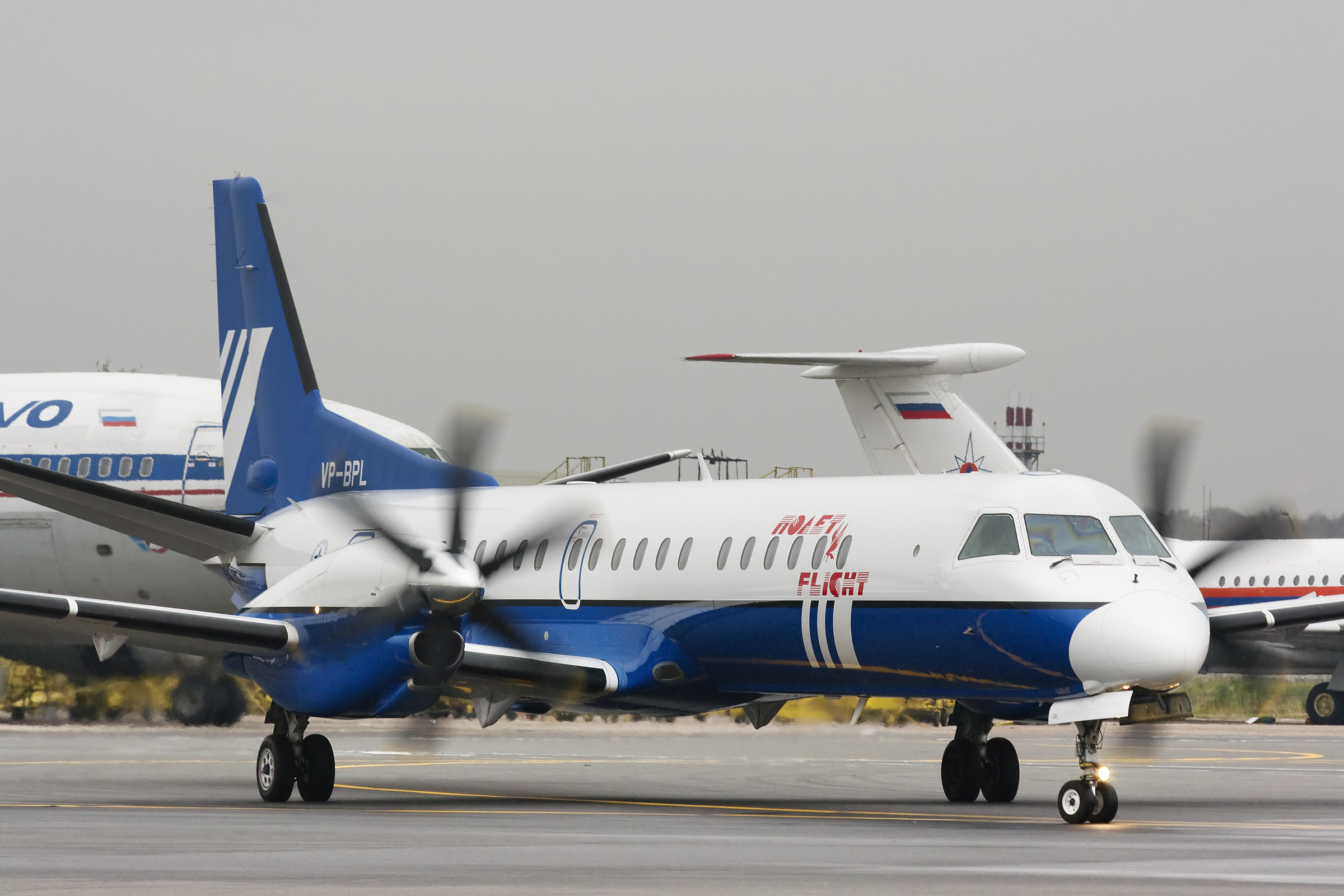
Polet Airlines Saab 2000 đang đi trên đường lăn sân bay quốc tế Domodedovo

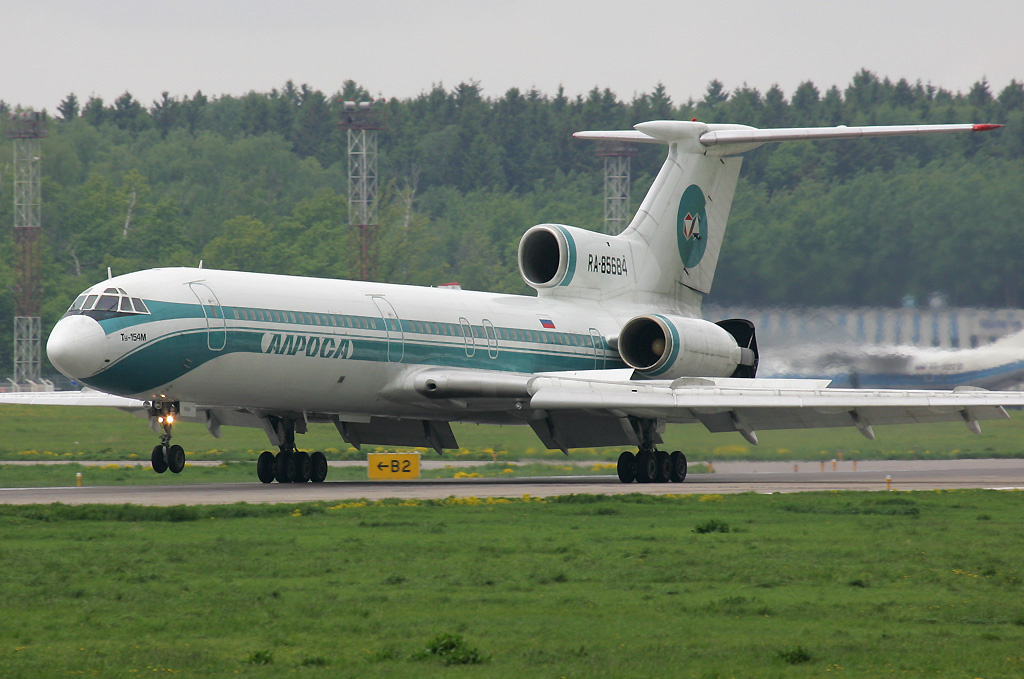
Alrosa Mirny Air Enterprise Tupolev Tu-154M đang hạ cánh tại sân bay quốc tế Domodedovo

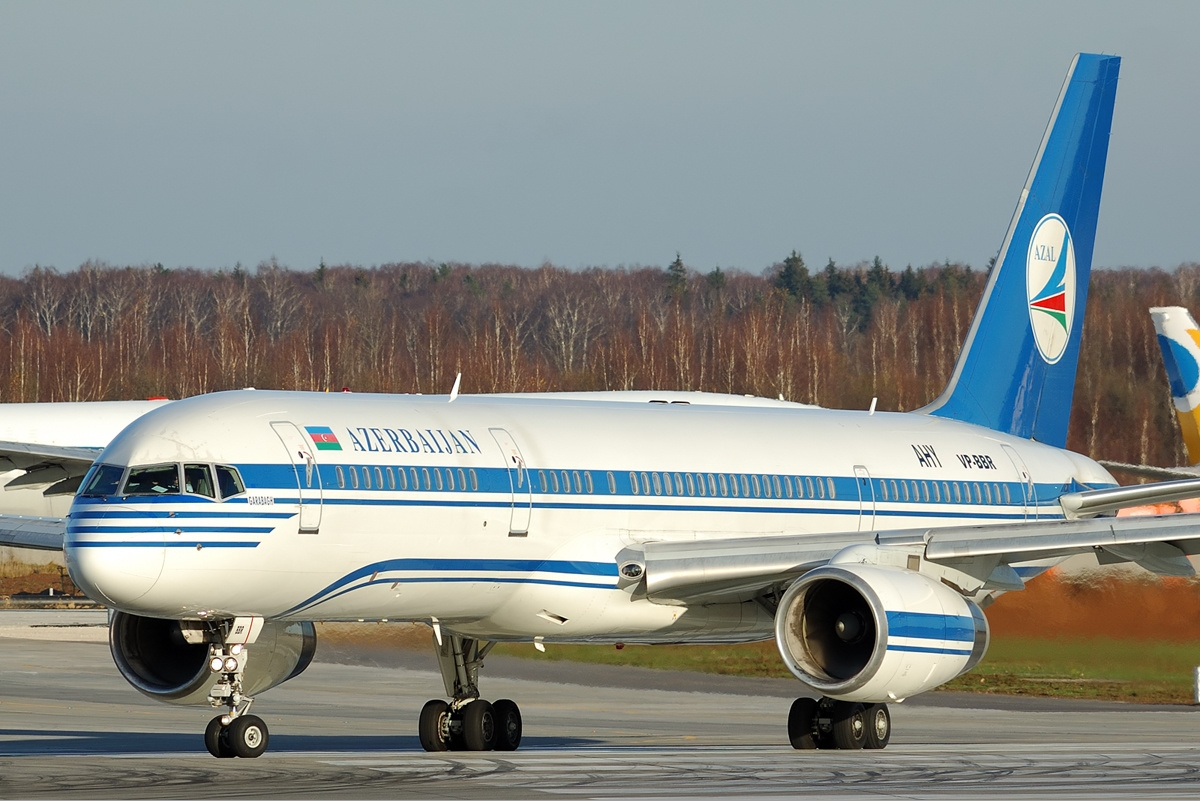
Azerbaijan Airlines Boeing 757–200 đang đi trên đường lăn sân bay quốc tế Domodedovo

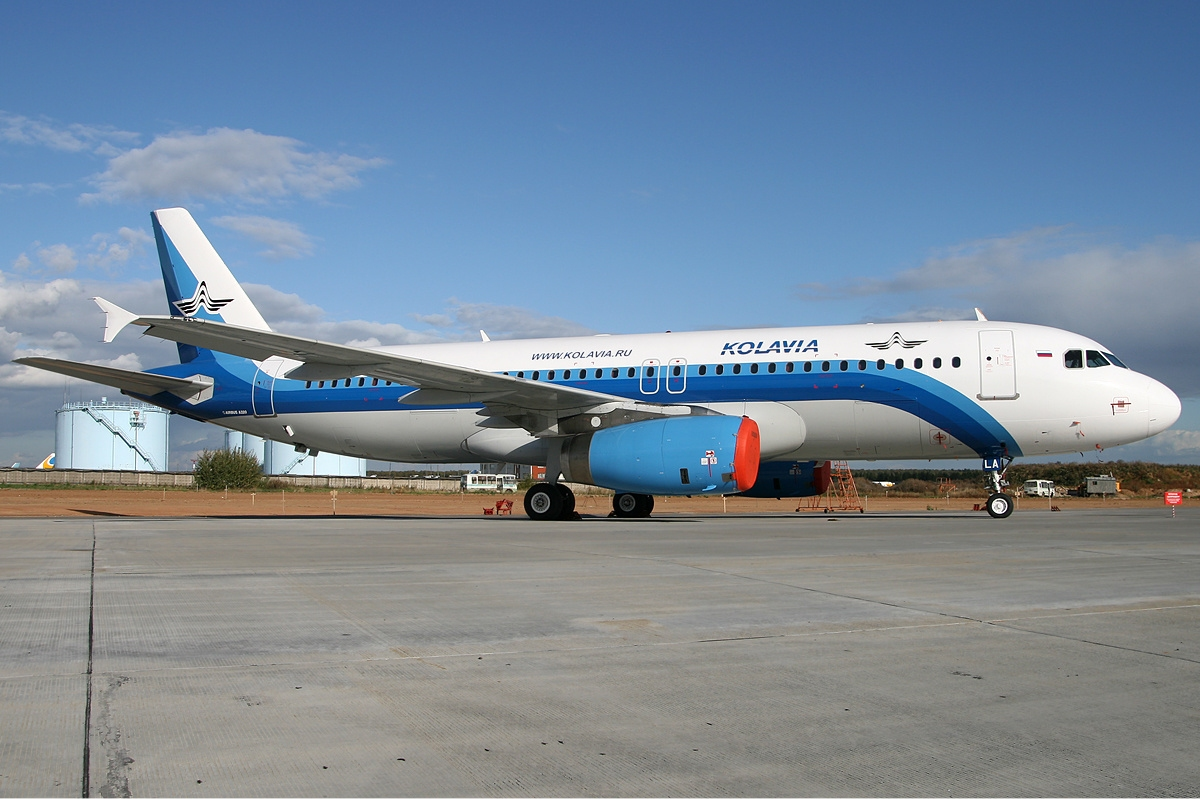
Kolavia Airbus A320 tại sân bay Domodedovo

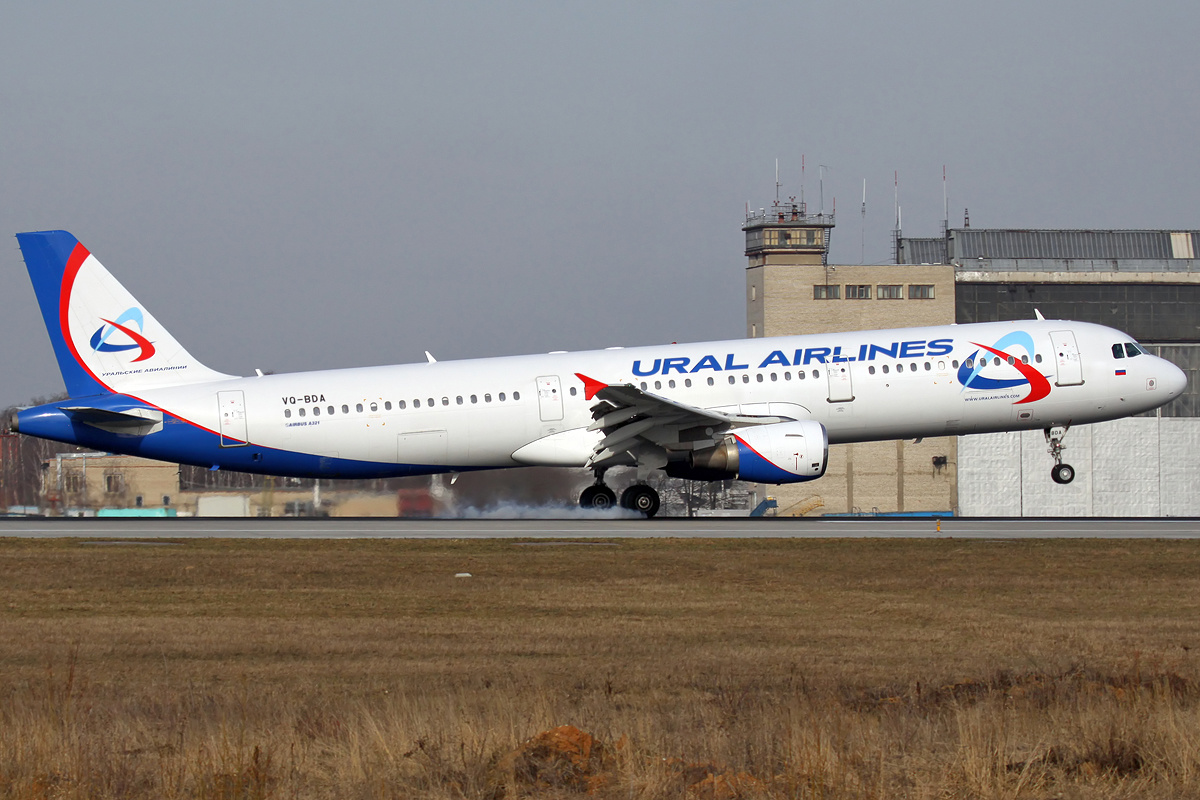
Ural Airlines Airbus A321 đang hạ cánh tại sân bay quốc tế Domodedovo

| Hãng hàng không                                 | Các điểm đến | Terminal |
| ----------------------------------------------- | --- | -------- |
| Aegean Airlines                                 | Athens, Thessaloniki Mùa đông: Corfu, Heraklion, Kalamata, Rhodes | A        |
| Aeroflot vận hành bởi Rossiya                   | Mùa đông: Nice | A        |
| Aeroflot vận hành bởi Rossiya                   | Saint Petersburg | B        |
| Air Arabia                                      | Sharjah | A        |
| airBaltic                                       | Riga | A        |
| Air Bishkek                                     | Bishkek, Osh | A        |
| Air India                                       | Delhi | A        |
| Air Malta                                       | Malta | A        |
| Air Moldova                                     | Chişinău | A        |
| Ak Bars Aero                                    | Bugulma, Cheboksary, Kazan, Kirov, Magnitogorsk, Nizhnekamsk, Nizhny Novgorod | B        |
| Alrosa Mirny Air Enterprise                     | Mirny, Novosibirsk, Polyarny Mùa đông: Gelendzhik | B        |
| Austrian Airlines vận hành bởi Tyrolean Airways | Vienna | A        |
| Astra Airlines                                  | Mùa đông Thuê chuyến: Thessaloniki | A        |
| Avia Traffic Company                            | Bishkek, Osh | A        |
| Azerbaijan Airlines                             | Baku | A        |
| Belavia                                         | Minsk–National | B        |
| Blu-express vận hành bởi Blue Panorama Airlines | Bergamo (bắt đầu từ ngày 21 tháng 3, 2015), Rome–Fiumicino | A        |
| British Airways                                 | London–Heathrow | A        |
| Brussels Airlines                               | Brussels | A        |
| Cathay Pacific                                  | Hong Kong (kết thúc từ ngày 1 tháng 6 năm 2015) | A        |
| Flyvista                                        | Tbilisi | A        |
| East Air                                        | Qurghonteppa | A        |
| easyJet                                         | London–Gatwick, Manchester | A        |
| EgyptAir                                        | Cairo | A        |
| El Al                                           | Tel Aviv–Ben Gurion | A        |
| Ellinair                                        | Athens (bắt đầu từ ngày 25 Tháng 4 năm 2015), Thessaloniki Mùa đông: Corfu, Heraklion (bắt đầu từ ngày 28 Tháng 4 năm 2015), Kavala (bắt đầu từ ngày 28 tháng 5 năm 2015), Zakynthos (bắt đầu từ ngày 29 tháng 4 năm 2015) | A        |
| Emirates                                        | Dubai–International | A        |
| Etihad Airways                                  | Abu Dhabi | A        |
| Gulf Air                                        | Bahrain | A        |
| Iberia                                          | Madrid | A        |
| Israir Airlines                                 | Tel Aviv–Ben Gurion | A        |
| Izhavia                                         | Izhevsk, Kurgan | B        |
| Japan Airlines                                  | Tokyo–Narita | A        |
| Kyrgyzstan Air Company                          | Bishkek, Osh | A        |
| Lufthansa                                       | Frankfurt, Munich | A        |
| Meridiana                                       | Mùa đông: Naples, Olbia | A        |
| MetroJet                                        | Qabala, Simferopol Thuê chuyến: Antalya, Burgas, Sharm el-Sheikh, Varna | A        |
| Mistral Air                                     | Bari, Verona | A        |
| Montenegro Airlines                             | Podgorica, Tivat | A        |
| Nordavia                                        | Mùa đông: Arkhangelsk, Murmansk | B        |
| NordStar                                        | Krasnoyarsk–Yemelyanovo, Norilsk | B        |
| Nouvelair                                       | Tunis | A        |
| Pegasus Airlines                                | Istanbul–Sabiha Gökçen | A        |
| Pegasus Asia vận hành bởi Air Manas             | Bishkek, Osh | A        |
| Pskovavia                                       | Pskov | B        |
| Qatar Airways                                   | Doha | A        |
| Red Wings Airlines                              | Anapa, Chelyabinsk, Kaliningrad, Krasnodar, Mineralnye Vody, Simferopol, Sochi, Ufa | B        |
| Royal Jordanian                                 | Amman–Queen Alia | A        |
| RusLine                                         | Mùa đông: Ivalo, Palanga, Tromso | A        |
| RusLine                                         | Aktobe, Belgorod, Cheboksary, Elista, Grozny, Ivanovo, Izhevsk, Murmansk, Penza, Petrozavodsk, Saransk, Saint Petersburg, Sochi, Ulyanovsk–Baratayevka, Voronezh, Vorkuta | B        |
| S7 Airlines                                     | Alicante, Aşgabat, Baku, Burgas, Chişinău, Fergana, Genoa, Khujand, Kiev–Boryspil, Kulob, Larnaca, Madrid, Munich, Naples (bắt đầu từ ngày 2 tháng 5, 2015), Odessa, Osh, Paphos, Tbilisi, Tivat, Urgench, Varna, Verona, Yerevan Mùa đông: Athens, Batumi, Dublin, Düsseldorf, Frankfurt, Innsbruck, Kutaisi, Palma de Mallorca, Plovdiv, Pula, Split, Valencia | A        |
| S7 Airlines                                     | Abakan, Anapa, Astrakhan, Barnaul, Bratsk, Chelyabinsk, Chita, Gorno-Altaysk, Irkutsk, Kazan, Kemerovo, Krasnodar, Krasnoyarsk–Yemelyanovo, Mineralnye Vody, Nizhnekamsk (bắt đầu từ ngày 6 tháng 4, 2015), Nizhnevartovsk, Nizhny Novgorod, Norilsk, Novokuznetsk, Novosibirsk, Novy Urengoy, Omsk, Oskemen, Pavlodar, Perm, Rostov-on-Don, Saint Petersburg, Samara, Simferopol, Sochi, Stavropol, Tomsk, Tyumen, Ufa, Ulan-Ude, Vladikavkaz, Volgograd, Voronezh, Yakutsk, Yekaterinburg Mùa đông: Semey | B        |
| Saravia                                         | Saratov | B        |
| SCAT                                            | Aktau, Aktobe, Oral, Shymkent | B        |
| Severstal Air Company                           | Cherepovets | B        |
| Singapore Airlines                              | Houston–Intercontinental, Singapore | A        |
| Somon Air                                       | Dushanbe, Khujand | A        |
| Swiss International Air Lines                   | Geneva, Zürich | A        |
| Taban Air                                       | Tehran–Imam Khomeini | A        |
| Tajik Air                                       | Dushanbe, Khujand, Kulob, Qurghonteppa | A        |
| TAP Portugal                                    | Lisbon | A        |
| Thai Airways                                    | Bangkok–Suvarnabhumi (kết thúc từ ngày 29 Tháng 3 năm 2015) | A        |
| Tunisair                                        | Enfidha, Monastir, Tunis | A        |
| Turkmenistan Airlines                           | Ashgabat | A        |
| Ural Airlines                                   | Bishkek, Ganja, Kulob, Kutaisi, Lankaran, Munich, Nukus, Osh, Qabala, Samarkand, Tbilisi Mùa đông: Barcelona, Catania, Podgorica, Pula, Tivat | A        |
| Ural Airlines                                   | Chelyabinsk, Chita, Irkutsk, Kaliningrad, Kazan, Mineralnye Vody, Nizhnevartovsk, Novokuznetsk, Novosibirsk, Rostov-on-Don, Ulan-Ude, Yekaterinburg Mùa đông: Anapa, Gelendzhik | B        |
| UTair Aviation                                  | Mùa đông thuê chuyến: Agadir, Antalya, Barcelona, Dalaman, Goa, Heraklion, Hurghada, Sharm el-Sheikh | A        |
| UTair Aviation                                  | Surgut | B        |
| Uzbekistan Airways                              | Andijan, Bukhara, Fergana, Namangan, Navoiy, Nukus, Qarshi, Samarkand, Tashkent, Termez, Urgench | A        |
| Vueling                                         | Barcelona, Málaga Mùa đông: Alicante, Palma de Mallorca | A        |
| Yamal Airlines                                  | Barnaul, Krasnoyarsk–Yemelyanovo, Nadym, Novy Urengoy, Noyabrsk, Salekhard, Tyumen, Ufa Mùa đông: Anapa, Niš, Simferopol | B        |

### Hàng hóa
| Hãng hàng không         | Các điểm đến |
| ----------------------- | --- |
| AirBridgeCargo Airlines | Amsterdam, Thủ đô-Bắc Kinh, Thành Đô, Chicago–O'Hare, Frankfurt, Hong Kong, Krasnoyarsk–Yemelyanovo, Maastricht, Milan–Malpensa, Paris–Charles de Gaulle, St. Petersburg, Seoul–Incheon, Thượng Hải-Phố Đông, Tokyo–Narita, Yekaterinburg, Zaragoza, Trịnh Châu |
| Emirates SkyCargo       | Dubai-Al Maktoum |
| Etihad Cargo            | Abu Dhabi, Milan–Malpensa |
| Yangtze River Express   | Luxembourg, Thượng Hải-Phố Đông |